# Liste deutscher Wörter aus dem Arabischen
Die deutsche Sprache hat über das Lateinische, Spanische, Italienische und Französische vor allem im Mittelalter und zu Beginn der Neuzeit viele Ausdrücke aus dem Arabischen entlehnt („Arabismen“). Teilweise hat schon das Arabische sie aus anderen Sprachen wie dem Griechischen entlehnt.
Vor allem viele astronomische Begriffe, einige wichtige Bezeichnungen der Mathematik und Grundbegriffe der Chemie wurden von den Arabern übernommen, da nach den Wirren der Völkerwanderungszeit die in arabischer Sprache erhaltene antike wissenschaftliche Literatur eine wichtige Quelle mittelalterlicher europäischer Wissenschaftler war.

## Deutsche Wörter arabischen Ursprungs
| Deutsch     | Umschrift (DMG)             | Arabisch               | Anmerkungen |
| ----------- | --------------------------- | ---------------------- | --- |
| Admiral     | amīr al-baḥr                | أمير البحر             | über das Französische und mehrere Zwischenstufen entlehnt von arabisch أمير amīr ‚Befehlshaber‘ |
| Alkohol     | al-kuḥūl                    | الكحول                 | siehe Chemische Bezeichnungen |
| Arsenal     | dar ṣināʿa                  | دار الصناعة            | über das Italienische aus arabisch dar aṣ-ṣināʿa „Fabrik“, „Werft“ |
| Artischocke | al-ḫuršūf bzw. al-arḍi-šuki | الخرشوف أو الأرضي شوكي | über das Italienische und Spanische letztlich aus arabisch al-ḫuršūf |
| Beduine     | badawī                      | بدوي                   | von arabisch بدوي badawī ‚Wüstenbewohner‘, Adjektiv zu badiya „Wüste, Wildnis“ |
| Borretsch   | abū ʿaraq                   | أبو عرق                | über das Lateinische aus mittelalterlich-arabisch abū ʿaraq „Vater des Schweißes“ oder abū hurāsch „Vater der Rauheit“ |
| Elixier     | al-iksīr                    | الإكسير                | siehe Chemische Bezeichnungen |
| Gazelle     | ġazāl                       | غزال                   | über italienisch gazzella aus arabisch ghazāl |
| Giraffe     | zurāfa                      | زرافة                  | über das Italienische aus arabisch zurāfa „die Liebliche“ |
| Haschisch   | ḥašīš                       | حشيش                   | ḥaschīsch bedeutet Gras, Rasen, Kraut, Unkraut oder eben die Droge. |
| Havarie     | ʿawār                       | عوار                   | über das Italienische, Französische und Niederländische aus arabisch ʿawār „Schaden“ bzw. ʿawārīya „beschädigte Güter“ |
| Kadi        | qāḍī                        | قاضي                   | Qāḍī bedeutet Richter. Das Wort wurde Ende des 17. Jahrhunderts aus der Märchensammlung Tausendundeine Nacht entlehnt. Der Begriff des Kadi wurde durch die Redewendung „vor den Kadi ziehen/gehen“ in die deutsche Sprache übernommen.                                            |
| Kaffee      | qahwa                       | قهوة                   | von türkisch kahve aus arabisch قهوة qahwa Anhörenⓘ ‚anregendes Getränk‘, ursprünglich auch ‚Wein‘ |
| Kaliber     | qālib                       | قالب                   | über das Französische aus arabisch qālib „Schusterleisten“ |
| Karaffe     | ġarrāfa                     | غرافة                  | über das Französische, Italienische und Spanische aus arabisch gharrāfa „Wasserheberad mit Schaufeln“ |
| Kuppel      | qubba                       | قبة                    | evtl. von arab. „Gewölbe“, „Kuppel“ |
| Kismet      | qisma(t)                    | قسمة                   | über das Türkische aus arabisch qisma(t) = „Teil, Anteil“, „Anteil am Leben“, „Schicksal“ |
| Laute       | al-ʿūd                      | العود                  | über das Französische und Spanische aus arabisch al-ʿūd „das Holz“ (siehe Oud) |
| makaber     | maqābir                     | مقابر                  | über das Französische bzw. Englische eventuell aus arabisch maqābir (Gräber) oder hebräisch m(e)qabber (begrabend) |
| Makramee    | miqrama                     | مقرمة                  | Das Wort Macramé stammt vom Arabischen miqrama ab und bedeutet so viel wie „geknüpfter Schleier“ |
| Magazin     | maḫzan, Plural maḫāzin      | مخزن                   | über das Italienische aus arabisch machzan, Plural machāzin. Die Bedeutung „bebilderte Zeitschrift“ nach englisch magazine als „Sammelstelle von Information“. |
| Matratze    | maṭraḥ                      | مطرح                   | über das Französische und Italienische aus arabisch maṭraḥ „Bodenkissen“ |
| Mokka       | Muḫā                        | مخا                    | über das Französische oder Englische aus arabisch Muchā, einer Stadt im Jemen |
| Monsun      | mausim                      | موسم                   | über das Englische und Portugiesische aus arabisch mausim. Arabische Seefahrer beschrieben mit dem Wort موسم (mausim), das auf Deutsch „Jahreszeit“ bedeutet, das Phänomen eines Windes im Arabischen Meer, der mit der Jahreszeit wechselt. Vergleiche Hindi/Urdu mausam „Wetter“ |
| Razzia      | ġāziya                      | غازية                  | über das Französische aus algerisch-arabisch ġāziya „Angriff, militärische Unternehmung“ |
| Safari      | safar                       | سفر                    | von safar, was „Reise“ bedeutet |
| Safran      | az-zaʿfarān                 | الزعفران               | über das Französische und Spanische aus arabisch az-zaʿfarān „Krokus“ |
| Sahara      | ṣaḥrāʾ                      | صحراء                  | von ṣaḥrāʾ für „Wüste“ |
| Schachmatt  | schāh māt                   | شاه مات                | Der Ausdruck schāh māt („der König (Schah) ist überfallen/geschlagen/hilflos“) kommt ursprünglich aus dem Persischen. Genauer: schāh „König“ ist persisch; māt(a) „starb“ ist arabisch.                                                                                            |
| Sofa        | ṣuffa                       | صفة                    | Der Begriff stammt vom arabischen ṣuffa („länglicher Vorsprung“, „Sims“) ab und ging erst Ende des 17. Jahrhunderts in den deutschen Sprachgebrauch über |
| Sorbet      | šarba                       | شربة                   | über das Französische aus arabisch šarba „Trank“ für ein kaltes, nicht-alkoholisches Getränk |
| Tamarinde   | tamr hindī                  | تمر هندي               | von tamr hindī „indische Dattel“ |
| Tara        | ṭarḥ                        | طرح                    | über das Italienische für „(Gewichts-)Abzug für Verpackung“ aus arabisch ṭarḥ „Abzug“, „Subtraktion“ |
| Tarif       | taʿrīfa                     | تعريفة                 | über das Französische und Italienische aus arabisch taʿrifa „Bekanntmachung, Preisliste“ |
| Ziffer      | ṣifr                        | صفر                    | siehe Mathematische Begriffe |
| Zucker      | शर्करा (śarkarā) > sukkar     | سكر                    | Das Wort stammt ursprünglich aus dem Sanskrit-Wort शर्करा (śarkarā) für „süß“, das als sukkar (سكر, verb: sakkara) ins Arabische entlehnt wurde und von dort in den europäischen Sprachraum gelangte                                                                                 |

## Religiöse Begriffe aus dem Islam
| Deutsch  | Arabisch | Anmerkungen |
| -------- | -------- | --- |
| Allah    | الله     | Allah, allāh ist das arabische Wort für Gott. Die gängigere Interpretation geht von einer Silbenellipse beim Zusammentreffen des Artikels al (ال) und ilāh (اله „Gott“, „Gottheit“) aus, also „der Gott“. Sprachlich ist Allah eng verwandt mit dem hebräischen El bzw. Eloha, gebräuchlicher in der formalen Pluralform Elohim. El (Eloha / Elohim) bedeutet so viel wie „Starker“, „Mächtiger“. |
| Kalif    | خليفة    | Das Kalifat (abgeleitet aus dem arabischen chalifat rasul allah (خليفة رسول الله); arabisch chalifa, Plural chulafa „Nachfolger“, „Stellvertreter“, „Kalif“, wörtlich also „die Nachfolger des Gesandten Gottes“. Allerdings wurde unter Auslassung des Wortes rasul schon unter den Umayyaden der Titel in chalifat ul-lahi خليفة الله, „Stellvertreter Gottes [auf Erden]“ geändert) ist eine islamische Regierungsform, bei der säkulare und geistliche Führerschaft in der Person des Kalifen vereint sind. |
| Moschee  | مسجد     | masdschid „Ort zum Verneigen“, Ortsnomen zu sadschada „verneigen“. Vgl. machzan „Ort zum Speichern“, chazana „Magazin“. |
| Fatwa    | فتوى     | Fatwa (DMG Fatwā) bezeichnet ein religiöses Rechtsgutachten, das im Auftrag eines Herrschers, aber auch eines einfachen Bürgers von einem religiösen Rechtsgelehrten erstellt wird. |
| Hafiz    | حافظ     | Als Hafiz (arabisch حافظ hāfiz von حفظ „behüten“), im Deutschen traditionell auch „Hafis“, bezeichnet man eine Person, die den gesamten Koran auswendig kann. |
| Hidschra | هجرة     | Die Hidschra (auch: Hedschra) bezeichnet die „Auswanderung“ Mohammeds von Mekka nach Medina im Jahr 622. |
| Islam    | الإسلام  | Islām „Hingabe (an Gott)“, „Ergebung in Gottes Willen“; الإسلام al-islām „der Islam“ |
| Kafir    | كافر     | kāfir „Ungläubiger“ (aus islamischer Sicht) |
| Koran    | قرآن     | Das Wort Koran (arabisch قرآن qur’ān) leitet sich von قرأ qara’a ‚lesen, rezitieren‘ ab. Es ist eine Parallelbildung zu dem syrischen qeryânâ für „Perikopenlesung“. Qur'ân steht sowohl für die Einzeloffenbarung als auch für die Gesamtheit der Offenbarungen. Als Synonym wird auch das Wort kitâb „Buch“ benutzt. |
| Schari'a | شريعة    | Schari‘a („Weg zur Tränke“, „deutlicher, gebahnter Weg“, „religiöses Gesetz“, auch: شرع schar‘) ist die Summe der Pflichtenlehre, die die Regelung aller Bereiche des menschlichen Daseins bestimmt. |
| Umma     | أمة      | Der Begriff Umma („Gemeinschaft“) bezeichnet die religiöse Gemeinschaft aller Muslime, eigentlich korrekter: الامة الاسلامية al-Umma al-islamiyya. Das arabische Wort scheint dem hebräischen אמה umma, deutsch ‚Stamm, Geschlecht‘ entlehnt zu sein, das sich möglicherweise aus dem assyrischen ummanu ableitet. |

## Begriffe der Wissenschaften

### Mathematische Begriffe
| Deutsch         | Arabisch  | Anmerkungen |
| --------------- | --------- | --- |
| Algebra         | الجبر     | al-dschabr („das Zusammenfügen gebrochener (Knochen-)Teile“), aus dem Titel des Rechen-Lehrbuchs Hisab al-dschabr wa-l-muqabala des Mathematikers al-Chwarizmi, eigentlich abgeleitet vom Lehrbuch des indischen Mathematikers Aryabhata. |
| Algorithmus     | الخوارزمي | nach al-Chwarizmi (Mathematiker, ca. 780–850) |
| Chiffre, Ziffer | صفر       | sifr „Null“ |

### Chemische Bezeichnungen
| Deutsch           | Arabisch | Anmerkungen |
| ----------------- | -------- | --- |
| Alkohol           | الكحول   | Aus dem spanischen alcohol, feines, trockenes Pulver aus al-kuhl „Antimonpulver“, „Augenschminke“. Alkohol war die „geistige Essenz“.                                                          |
| Alkalien          | القلية   | Alkalien (über lateinisch sal alkali von arabisch القلية, DMG al-qalya ‚Pottasche‘). |
| Azur              | لازورد   | lāzuward, lāzaward, über das Französische, Lateinische, Arabische aus persisch lāžward (لاژورد), auch lāǧward (لاجورد, ‚Lasurstein‘)                                                           |
| Chemie (Alchemie) | الكيمياء | über das Lateinische, Spanische, Arabische aus griechisch chymeía, chēmeía „Beschäftigung mit der Metallumwandlung“                                                                            |
| Elixier           | الإكسير  | entweder über das Lateinische, Französische, Spanische, Arabische (al-iksīr 'Stein der Weisen') aus griechisch xēríon „Trockenpulver“ oder aus einer Nebenform zu lateinisch ēlixātūra 'Absud' |

### Astronomie und Geodäsie
An Namen von Fixsternen seien hier nur die helleren und bekannten genannt.
Siehe auch: Sternbenennung, Wikipedia-Kategorie Individueller Stern
| Deutsch                | Arabisch     | Stern                 | Anmerkungen |
| ---------------------- | ------------ | --------------------- | --- |
| Aldebaran              | الدبران      | Alpha Tauri           | ad-dabarān „Der Nachfolgende“, weil er den Plejaden am Himmel zu folgen scheint. |
| Algol                  | الغول        | Beta Persei           | ra's al-ġūl „Haupt des Dämons“, gemeint ist das Medusenhaupt, das Perseus trägt. Der Name ist aus dem Griechischen ins Arabische übertragen. |
| Almanach               | المناخ       |                       | al-manāḫ „das Klima“, im weiteren Sinne: Liste der klimatischen und astronomischen Ereignisse eines Jahres. Das arabische Wort ist aber möglicherweise eine Arabisierung von Mittellatein almanachus, und dieses aus Griechisch alemenichiaka, das nach Eusebius (um 300 n. Chr.) Bezeichnung der ägyptischen Kalender ist. Das Wort ist dann nicht arabisch, sondern wohl koptisch. |
| Altair                 | النسر الطائر | Alpha Aquilae         | an-nasr al-ṭā'ir „der fliegende Adler“, im Gegensatz zur Wega. |
| Azimut                 | السمت        |                       | as-samt; Plural as-sumūt „der Weg“. Die auf Norden bezogene horizontale Richtung zu einem Gestirn oder zu einem Punkt auf der Erdoberfläche. Vergleiche auch Zenit. |
| Beteigeuze, Betelgeuse | ابط الجوزاء  | Alpha Orionis         | ibṭ al-ǧawzāʾ „Achselhöhle des Orion“ (al-ǧawzāʾ) |
| Deneb                  | ذنب الدجاجة  | Alpha Cygni           | ḏanab ad-daǧāǧa „Schwanz des Huhns“. Der arabische Name des Sternbildes Schwan ist „Huhn“. |
| Enif                   | أنف الفرس    | Epsilon Pegasi        | anf al-faras „Nase des Pferdes“. Der arabische Name des Sternbildes Pegasus ist „Pferd“. |
| Fomalhaut              | فم الحوت     | Alpha Piscis Austrini | fam al-hūṭ „Maul des Wals“ |
| Nadir                  | نظير السمت   |                       | naẓīr as-samt „symmetrisch gegenüber dem Zenit“. Der Himmelspunkt genau senkrecht unter dem Beobachter, gegenüber dem Zenit. |
| Rigel                  | رجل الجوزاء  | Beta Orionis          | riǧl al-ǧawzāʾ „Fuß des Orion“ |
| Theodolit              |              |                       | verballhornt von englisch the alhidade. von arabisch al-idhâdah „Zeige-/Teilkreis“ |
| Wega                   | النسر الواقع | Alpha Lyrae           | an-nasr al-wāqiʿ „der herabstürzende Adler“. Gegensatz zu Altair, dem fliegenden Adler. |
| Zenit                  | سمت الرأس    |                       | samt ar-ra's „Weg des Kopfes“. Der Himmelspunkt genau senkrecht über dem Kopf des Beobachters. Vergleiche Azimut. |

## Übernahme von Arabismen ins Deutsche
Auch die Übernahme der Arabismen ins Deutsche erweist sich als ein gesetzmäßiger Vorgang, der dem Sprachwandelgesetz/Piotrowski-Gesetz entspricht. Ein entsprechendes Beispiel findet sich im Artikel Sprachwandelgesetz.